# Vladimirovac
Vladimirovac is een plaats in de gemeente Gradina in de Kroatische provincie Virovitica-Podravina. De plaats telt 89 inwoners (2001).